# フェロレート・デッラ・キエーザ
フェロレート・デッラ・キエーザ（イタリア語: Feroleto della Chiesa）は、イタリア共和国カラブリア州レッジョ・カラブリア県にある、人口約1,600人の基礎自治体（コムーネ）。

## 地理

### 位置・広がり

#### 隣接コムーネ
隣接するコムーネは以下の通り。
- アノーイア
- ガーラトロ
- ラウレアーナ・ディ・ボッレッロ
- マローパティ
- メリクッコ
- ロザルノ